# Maurizio Pagliano
Maurizio Pagliano (Porto Maurizio, 11 ottobre 1890 – Susegana, 30 dicembre 1917) è stato un militare e aviatore italiano.
Capitano pilota del Corpo aeronautico militare, fu un pioniere dell'aviazione da bombardamento italiana durante la prima guerra mondiale, insignito di quattro Medaglie d'argento e una di bronzo al valor militare.

## Biografia
Nacque a Porto Maurizio (Imperia) l'11 ottobre del 1890 da padre italiano e madre tedesca,  e si arruolò come ufficiale nel Regio Esercito, assegnato al Battaglione Aviatori di Torino.
Dopo l'entrata in guerra dell'Italia, il 24 maggio 1915, con il grado di tenente si distinse immediatamente come espertissimo pilota dei bombardieri Caproni bi e tri-motore. Assegnato al pilotaggio dei trimotori Caproni Ca.33, entrò in servizio nel dicembre 1916 presso la 8ª Squadriglia dove fece la conoscenza con il suo secondo pilota, il tenente Luigi Gori originario di Pontassieve e da capitano, sempre con Gori, fu alla 1ª Squadriglia del IV Gruppo aeroplani. In meno di due anni la coppia compì numerose missioni su basi militari munitissime, aeroporti e porti austriaci. Nel periodo più critico (estate 1917) attaccarono più volte a bassissima quota accampamenti militari, colonne in movimento e trincee avversarie.

### Il sodalizio con D'Annunzio
Nella notte dell'11 maggio 1917 i due decollarono da Pordenone a bordo del Ca.33 (matricola 2609) spingendosi fin sulla rada di Pola, dove sganciarono dieci bombe tipo “162” (ognuna da 25 kg) e ritornarono alla base. Tale missione venne effettuata in condizioni di scarsa visibilità, senza scorta caccia, e contro gli ordini ricevuti, ma dimostrarono la possibilità di svolgere missioni notturne a lungo raggio. Il 12 maggio lo stesso Comando Supremo, su ordine del Capo di stato maggiore dell'esercito, generale Luigi Cadorna, ne diede notizia il giorno dopo sul Bollettino di guerra.
Tra il 15 giugno e il 28 luglio del 1917 i due aviatori effettuarono numerose missioni tutte riportate sulla prua del loro velivolo, il Caproni Ca.3 N.2378 Asso di Picche e battezzato col motto Nulla via Invia.
A partire dalla seconda metà del mese di luglio il coraggio e l'abilità dei due piloti non passarono inosservate, e il poeta soldato Gabriele D'Annunzio scelse i due aviatori, insieme al tenente osservatore Giovanni Battista Pratesi, per formare l'equipaggio del bombardiere Ca.3 (matricola 2378). Insieme effettuarono dapprima delle audacissime missioni di bombardamento notturno sulla piazzaforte di Pola (3, 4, 8 agosto 1917), quindi una serie di mitragliamenti e bombardamenti a bassa quota sul ridosso dell'Hermada e sulla Bainsizza. 
Il 25 agosto con Gori e D'Annunzio lanciò bombe nella zona di Lokve (Croazia).
Il pomeriggio del 29 agosto l'aereo partecipò a un bombardamento contro i depositi di artiglieria e i concentramenti di truppe austro-ungariche a Voicizza e nel bosco di Pannonizza. L'affiatamento raggiunto, fece sì che D'Annunzio scegliesse Maurizio Pagliano e Luigi Gori come equipaggio per effettuare un volo su Vienna.
Il Comando Supremo chiese che venisse dimostrata la capacità del velivolo con un volo a lunga durata ed il 4 settembre  i due aviatori, con D'Annunzio a bordo, decollarono alle ore 8:10 della mattina dal campo d'aviazione de La Comina (Pordenone), raggiunsero Torino, e rientrarono alla base alle ore 17:23 dopo un volo senza scalo di oltre 1.000 km. Nonostante il successo della prova, la missione su Vienna non ebbe mai luogo per un ripensamento comunicato all'ultimo istante dal Comando Supremo. Alla fine di Settembre Maurizio Pagliano insieme a Gori, D'Annunzio e Pratesi, si rischierarono a Gioia del Colle, dove entrarono a far parte del Distaccamento A.R. del maggiore Armando Armani, per il bombardamento della base austriaca del Cattaro. Il difficilissimo volo notturno, di oltre 400 km sul mare, venne effettuato la notte del 4 ottobre. Nonostante l'autonomia fosse al limite, tutti i 24 aerei partecipanti rientrarono alla base di partenza ed il buon fine dell'azione valse per tutti i piloti la concessione della Medaglia di bronzo al valor militare. Il rientro al Reparto avvenne nel periodo del nefasto esito della battaglia di Caporetto,. Maurizio Pagliano lasciò per ultimo la Comina il 4 novembre, incendiando gli aerei non in grado di partire in volo e seguendo il rischieramento del suo reparto sul campo d'aviazione di San Pelagio (Padova).
Il 23 novembre come comandante di squadriglia bombardò il campo volo di Feltre colpendo gli hangar con 2 torpedini.

### L'ultima azione

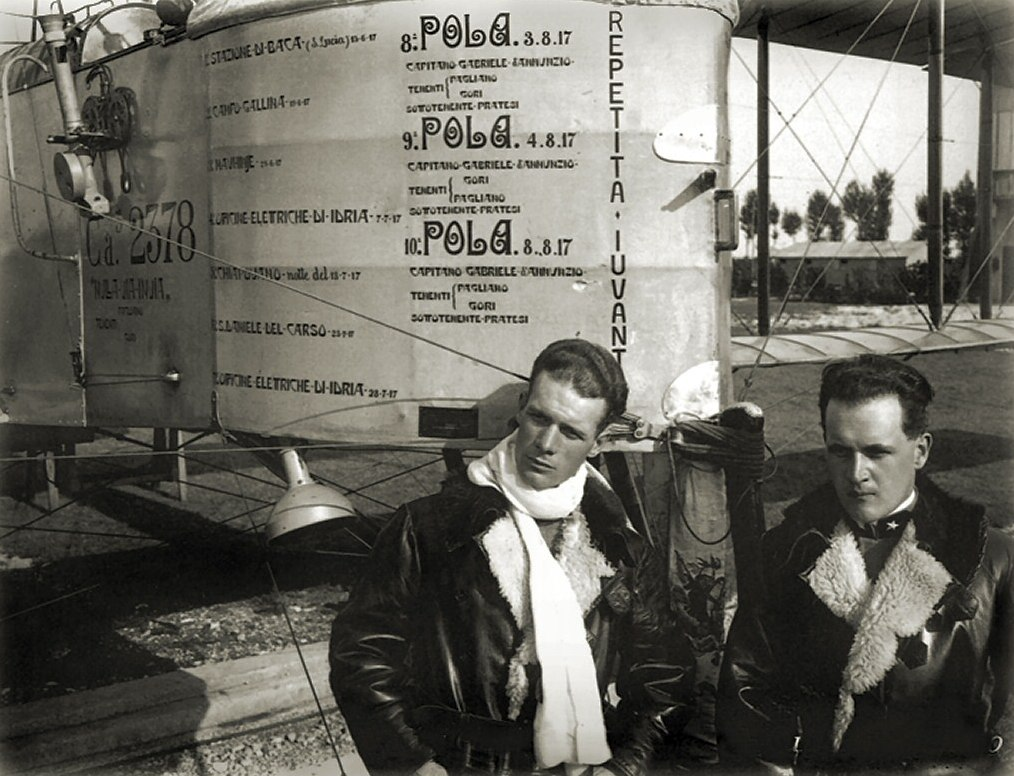
Maurizio Pagliano e Luigi Gori davanti al loro bombardiere Caproni Ca.3 che reca, sul muso, le date delle missioni su Pola.

Duramente impegnato nella difesa della linea del Piave, il 30 dicembre 1917 non rientrò alla base insieme al suo aereo, il Caproni Ca.3 matricola 4216. Decollato con altri sette velivoli similari dal campo d'aviazione di San Pelagio per compiere un bombardamento contro l'aeroporto austro-ungarico di Godega di Sant'Urbano, e contro la strada San Fior-Godega.
Inizialmente si pensò che il velivolo fosse atterrato in un campo di fortuna e che il suo equipaggio, composto da Pagliano, Gori e dai soldati mitraglieri Giacomo Caglio e Arrigo Andri, fosse stato catturato, ma dopo quasi due mesi la Croce Rossa Internazionale comunicò da Berlino che un bombardiere Caproni con tre motori Isotta Fraschini V.4 era stato abbattuto a sud di Susegana (Treviso) alle 12:40 del 30 dicembre, e che tutti gli occupanti erano deceduti. Come descritto negli archivi austriaci, l'autore dell'attacco fu l'asso Benno Fiala von Fernbrugg comandante della Flik 56J, che volava su un caccia Albatros D.III. Tale fu lo sconforto che la notizia ufficiale della morte dei due piloti fu data dal Comando Supremo solo il 27 agosto 1918, comunicata personalmente alle famiglie dal Comando Superiore Aeronautica, allora diretto dal generale Luigi Bongiovanni.
Grande ed unanime fu il cordoglio della nazione, e D'Annunzio dedicò ai due giovani piloti scomparsi l'azione nota come "Beffa di Buccari", effettuata tra il 10 e l'11 febbraio 1918, scrivendo i seguenti versi: ...onore alla eroica coppia alata, per la vita e per la morte.
A Maurizio Pagliano fu intitolato l'aeroporto di Aviano (insieme a Luigi Gori) ed anche alcune vie e piazze. Nel punto dove essi caddero, in via Casoni a Susegana, è stato eretto un piccolo monumento che ne ricorda la tragica fine, costruito da Giancarlo Zanardo. La sezione dell'Associazione Arma Aeronautica di Saronno è intitolata ai due aviatori.

### Annotazioni
1. ↑  L'equipaggio era formato dai tenenti Gori, Pagliano e dal capitano osservatore Aurelio Barbarisi.
2. ↑  Tale azione contro gli ordini ricevuti costò gli arresti al più anziano dell'equipaggio, il capitano Barbarisi.
3. ↑  Il 15 giugno contro la Stazione di Baca (Santa Lucia di Tolmino), il 19 giugno contro Campo Gallina, il 29 giugno contro Mavhinje (Malchino, sul Carso a nord di Trieste), il 7 luglio contro le Officine elettriche di Idra (Idra/Idrjia di Santa Lucia di Tolmino), il 13 luglio in notturna contro Chiapovano (Cepovan, ad est di Gorizia), il 23 luglio contro San Daniele del Carso (Stanjel a nord-est di Trieste), e il 28 luglio contro le Officine elettriche di Idra.
4. ↑  D'Annunzio aveva ideato un volo sulla capitale asburgica per effettuare un lancio di volantini con un messaggio destinato alla popolazione civile, ed aveva richiesto regolare autorizzazione al Comando Supremo, che la diede subordinandola all'effettuazione di un volo di prova, senza scalo, della durata di 9 ore.
5. ↑  Pagliano e Gori diventeranno i piloti di D’Annunzio e con lui effettueranno alcune memorabili azioni su Pola, piazzaforte austriaca (2 marzo, 3 aprile, e 8-9 agosto 1917) e su Cattaro il successivo 4 ottobre, partendo da Gioia del Colle (Bari) con un Caproni la cui carlinga aveva disegnato "l'Asso di Picche".
6. ↑  La distanza da Vienna era aumentata di oltre 200 km, e si doveva ripartire da zero.
7. ↑  Si trattava di aereo appartenente alla 1ª Squadriglia.
8. ↑  Su esplicita richiesta di Gabriele D'Annunzio.

### Fonti
1. 1 2  Ludovico 1980, p. 31.
2. 1 2 3 4  Paciaroni 2011, p. 25.
3. 1 2 3 4 5  Rebora 1973, p. 12.
4. 1 2 3 4 5  Rebora 1973, p. 15.
5. ↑  Rebora 1973, p. 14.
6. ↑  Gentilli, Varriale 1999, p. 81.
7. ↑  Rebora 1973, p. 16.
8. 1 2  Rebora 1973, p. 28.
9. ↑  Gentili, Varriale 1999, p. 82.
10. 1 2 3 4  Ludovico 1980, p. 132.
11. 1 2  Ludovico 1980, p. 135.
12. ↑  Ludovico 1980, p. 134.
13. ↑  Ludovico 1980, p. 149.
14. 1 2 3 4 5  Ludovico 1980, p. 189.